# Beweg dein Arsch
Beweg dein Arsch – piąty singiel z albumu Ich und meine Maske. Premiera odbyła się dnia 23 stycznia 2009.
Producentem utworu jest sam Scooter, co słychać po charakterystycznych bitach i melodii.
Zawartość singla:
1. Beweg dein Arsch (Radio Edit)
2. Beweg dein Arsch (Instrumental)
3. Beweg dein Arsch (Atzen Musik Remix)
4. Beweg dein Arsch (Video)